# Saison 2012-2013 du Biarritz olympique Pays basque
Cette page présente la saison 2012-2013 du Biarritz olympique Pays basque en Top 14 et en H-Cup.

## Entraîneurs
- Président : Serge Blanco
- Manager sportif : Laurent Rodriguez
- Entraîneur des avants : Serge Milhas
- Entraîneur des arrières : John Isaac

## Transferts

### Arrivées
- Thibault Dubarry (CA Brive)
- Thomas Synaeghel (US Dax)
- Aled Brew (Newport)
- Matt Berquist (Leinster Rugby)
- Ben Broster (London Wasps)
- Jean-Philippe Genevois (RC Toulon)
- Wicus Blaauw (Stormers)

### Départs
- Sylvain Marconnet (retraite)
- Yvan Watremez (Montpellier HR)
- Romain Terrain (USA Perpignan)
- Manuel Carizza (Llanelli Scarlets)
- Patrice Lagisquet (France)
- Florian Faure (FC Grenoble)
- Jean-Baptiste Roidot (US Carcassonne)
- Ilikena Bolakoro (Colomiers rugby)

## Effectif 2012-2013

### Effectif professionnel 2012-13
| Nom                    | Poste            | Naissance  | Nationalité sportive | International | Dernier club               | Arrivée au club (année) |
| Benoît August          | Talonneur        | 20/12/1976 | France               | 1 (0)         | Stade français             | 2004                    |
| Jean-Philippe Genevois | Talonneur        | 03/02/1987 | France               | -             | RC Toulon                  | 2012                    |
| Arnaud Héguy           | Talonneur        | 23/01/1985 | France               | -             | Aviron bayonnais           | 2011                    |
| Fabien Barcella        | Pilier           | 27/10/1983 | France               | 20 (0)        | Auch                       | 2008                    |
| Eugene van Staden      | Pilier           | 16/12/1980 | Afrique du Sud       | -             | Natal Sharks               | 2012                    |
| Francisco Gómez Kodela | Pilier           | 03/07/1985 | Argentine            | -             | Belgrano                   | 2011                    |
| Thomas Synaeghel       | Pilier           | 26/04/1987 | France               | -             | US Dax                     | 2012                    |
| Ben Broster            | Pilier           | 07/05/1982 | Pays de Galles       | 2 (5)         | London Wasps               | 2012                    |
| Wicus Blaauw           | Pilier           | 08/04/1986 | Afrique du Sud       | -             | Stormers                   | 2012                    |
| Jérôme Thion           | Deuxième ligne   | 02/12/1977 | France               | 54 (5)        | USAP                       | 2003                    |
| Thibault Dubarry       | Deuxième ligne   | 24/11/1987 | France               | -             | CA Brive                   | 2012                    |
| Pelu Taele-Pavihi      | Deuxième ligne   | 28/09/1981 | Samoa                | 8 (0)         | Parme                      | 2009                    |
| Erik Lund              | Deuxième ligne   | 03/06/1979 | Norvège              | 42 (15)       | Leeds Carnegie             | 2010                    |
| Wenceslas Lauret       | Troisième ligne  | 28/03/1989 | France               | 1 (0)         | Formé au Club              | -                       |
| Imanol Harinordoquy    | Troisième ligne  | 20/02/1980 | France               | 82 (65)       | Section paloise            | 2004                    |
| Magnus Lund            | Troisième ligne  | 25/06/1983 | Angleterre           | 10 (5)        | Sale Sharks                | 2008                    |
| Raphaël Lakafia        | Troisième ligne  | 28/10/1988 | France               | 3 (0)         | Grenoble                   | 2009                    |
| Benoît Guyot           | Troisième ligne  | 19/01/1989 | France               | -             | Stade français             | 2009                    |
| Dimitri Yachvili       | Demi de mêlée    | 19/09/1980 | France               | 61 (443)      | Gloucester Rugby           | 2002                    |
| Julien Peyrelongue     | Demi d'ouverture | 02/04/1981 | France               | 1 (0)         | Peyrehorade                | 2000                    |
| Marcelo Bosch          | Demi d'ouverture | 07/01/1984 | Argentine            | 10 (11)       | Belgrano Athletic          | 2006                    |
| Matt Berquist          | Demi d'ouverture | 11/05/1983 | Nouvelle-Zélande     | -             | Leinster                   | 2012                    |
| Damien Traille         | 3/4 centre       | 12/06/1979 | France               | 86 (133)      | Section paloise            | 2004                    |
| Charles Gimenez        | 3/4 centre       | 11/02/1988 | France               | -             | Stade toulousain           | 2009                    |
| Benoît Baby            | 3/4 centre       | 07/09/1983 | France               | 9 (8)         | ASM Clermont               | 2011                    |
| Seremaia Burotu        | 3/4 centre       | 19/07/1987 | Fidji                | -             | Rugby à VII                | 2011                    |
| Aled Brew              | 3/4 aile         | 09/08/1986 | Pays de Galles       | 9 (15)        | Newport Gwent Dragons      | 2012                    |
| Takudzwa Ngwenya       | 3/4 aile         | 22/07/1985 | États-Unis           | 21 (35)       | Dallas Athletic Rugby Club | 2007                    |
| Dane Haylett-Petty     | 3/4 aile         | 18/06/1989 | Australie            | -             | Western Force              | 2010                    |
| Iain Balshaw           | Arrière          | 14/04/1979 | Angleterre           | 35 (65)       | Gloucester Rugby           | 2009                    |

### Effectif Espoir 2012-13
| Nom                  | Poste            | Naissance  | Nationalité sportive | International | Dernier club          | Arrivée au club (année) |
| Antonin Raffault     | Talonneur        | 18/02/1989 | France               | -             | ASM Clermont          | 2008                    |
| Xabi Argagnon        | Pilier           | 23/10/1989 | France               | -             | Formé au club         | -                       |
| Thomas Lebrequier    | Pilier           | 21/04/1989 | France               | -             | CA Lannemezan         | 2008                    |
| Cécilion Puleoto     | Pilier           | 03/10/1992 | France               | -             | Formé au club         | -                       |
| Mathias Marie        | Deuxième Ligne   | 09/01/1991 | France               | -             | Union Bordeaux Bègles | 2010                    |
| Tanguy Molcard       | Troisième ligne  | 23/06/1989 | France               | -             | USA Perpignan         | 2009                    |
| Talalelei Gray       | Troisième ligne  | 28/02/1990 | Australie            | -             | Brumbies              | 2011                    |
| Yann Lesgourgues     | Demi de mêlée    | 17/01/1991 | France               | -             | Formé au club         | -                       |
| Luix Roussarie       | Demi de mêlée    | 15/03/1991 | France               | -             | Leicester             | 2011                    |
| Jean-Pascal Barraque | Demi d'ouverture | 24/04/1991 | France               | -             | Tarbes Pyrénées rugby | 2009                    |
| Denys Bolis          | 3/4 aile         | 23/03/1992 | France               | -             | US Tours              | 2010                    |
| Paul Couet-Lannes    | Arrière          | 12/03/1991 | France               | -             | Section paloise       | 2007                    |
| Théo Platon          | Arrière          | 08/09/1992 | France               | -             | US Tours              | 2010                    |

## Calendrier[2]

### Top 14
| - Biarritz olympique – Stade montois : 35 - 10 - SU Agen – Biarritz olympique : 19 - 25 - Biarritz olympique – Stade toulousain : 22 - 17 - Biarritz olympique – Montpellier HRC : 27 - 8 - Castres olympique – Biarritz olympique : 28 - 13 - Racing Métro 92 – Biarritz olympique : 13 - 12 - Biarritz olympique – Aviron bayonnais : 15 - 16 - Biarritz olympique – RC Toulon : 9 - 36 - ASM Clermont Auvergne – Biarritz olympique : 19 - 12 - FC Grenoble – Biarritz olympique : 34 - 21 - Biarritz olympique – USA Perpignan : 15 - 3 - Biarritz olympique – Union Bordeaux Bègles : 25 - 22 - Stade français – Biarritz olympique : 36 - 23 | - Stade montois – Biarritz olympique : 18 - 19 - Biarritz Olympique - SU Agen : 16 - 11 - Stade toulousain – Biarritz olympique : 19 - 14 - Montpellier HRC – Biarritz olympique : 33 - 10 - Biarritz olympique – Castres olympique : 15 - 9 - Biarritz olympique – Racing Métro 92 : 11 - 23 - Aviron bayonnais – Biarritz olympique : 6 - 6 - RC Toulon – Biarritz olympique : 50 - 15 - Biarritz olympique – ASM Clermont Auvergne : 32 - 28 - Biarritz olympique – FC Grenoble : 33 - 16 - USA Perpignan – Biarritz olympique : 33 - 28 - Union Bordeaux Bègles – Biarritz olympique : 16 - 0 - Biarritz olympique – Stade français : 52 - 17 |

Avec 12 victoires, 1 match nul et 13 défaites et un total de 57 points le Biarritz olympique termine à la 9e place.

### Classement de la phase régulière
| Rang | Club                  | J  | V  | N | D  | Em | Ee | Bo | Bd | Pm  | Pe  | Diff | Pts |
| ---- | --------------------- | -- | -- | - | -- | -- | -- | -- | -- | --- | --- | ---- | --- |
| 1    | ASM Clermont          | 26 | 19 | 1 | 6  | 81 | 32 | 8  | 5  | 779 | 418 | +361 | 91  |
| 2    | RC Toulon             | 26 | 18 | 1 | 7  | 69 | 33 | 11 | 5  | 779 | 456 | +323 | 90  |
| 3    | Stade toulousain (T)  | 26 | 17 | 0 | 9  | 67 | 37 | 7  | 4  | 702 | 501 | +201 | 79  |
| 4    | Castres olympique     | 26 | 15 | 2 | 9  | 49 | 33 | 4  | 6  | 599 | 489 | +110 | 74  |
| 5    | Montpellier HR        | 26 | 16 | 0 | 10 | 52 | 38 | 5  | 4  | 570 | 520 | +50  | 73  |
| 6    | Racing Métro 92       | 26 | 16 | 0 | 10 | 32 | 28 | 2  | 7  | 512 | 431 | +81  | 73  |
| 7    | USA Perpignan         | 26 | 13 | 0 | 13 | 50 | 48 | 2  | 7  | 593 | 607 | -14  | 61  |
| 8    | Aviron bayonnais      | 26 | 12 | 1 | 13 | 32 | 54 | 1  | 6  | 467 | 609 | -142 | 57  |
| 9    | Biarritz olympique    | 26 | 12 | 1 | 13 | 36 | 40 | 2  | 5  | 505 | 540 | -35  | 57  |
| 10   | Stade français Paris  | 26 | 12 | 1 | 13 | 42 | 60 | 2  | 2  | 578 | 691 | -113 | 54  |
| 11   | FC Grenoble (P)       | 26 | 12 | 0 | 14 | 37 | 60 | 1  | 5  | 480 | 606 | -126 | 54  |
| 12   | Union Bordeaux Bègles | 26 | 8  | 1 | 17 | 51 | 44 | 4  | 9  | 561 | 584 | -23  | 47  |
| 13   | SU Agen               | 26 | 6  | 0 | 20 | 33 | 67 | 0  | 7  | 423 | 709 | -286 | 31  |
| 14   | Stade montois (P)     | 26 | 2  | 0 | 24 | 22 | 79 | 1  | 7  | 374 | 761 | -387 | 16  |

|  | Qualifiés pour les demi-finales (no 1, no 2) et qualifié pour la Coupe d'Europe 2013-2014.         |
|  | Qualifiés pour les barrages (no 3, no 4, no 5, no 6) et qualifié pour la Coupe d'Europe 2013-2014. |
|  | Qualifié pour la coupe d'Europe 2013-2014 (no 7).                                                  |
|  | Relégués en Pro D2 pour la saison 2013-2014 (no 13 et no 14).                                      |
|  | T : tenant du titre 2012 • P : promu 2012                                                          |

Attribution des points : victoire sur tapis vert : 5, victoire : 4, match nul : 2, défaite : 0, forfait : -2 ; plus les bonus (offensif : 3 essais de plus que l'adversaire ; défensif : défaite par 7 points d'écart ou moins).
Règles de classement : 1. points terrain (bonus compris) ; 2. points terrain obtenus dans les matchs entre équipes concernées ; 3. différence de points dans les matchs entre équipes concernées ; 4. différence entre essais marqués et concédés dans les matchs entre équipes concernées ; 5. différence de points ; 6. différence entre essais marqués et concédés ; 7. nombre de points marqués ; 8. nombre d'essais marqués ; 9. nombre de forfaits n'ayant pas entraîné de forfait général ; 10. place la saison précédente ; 11. nombre de personnes suspendues après un match de championnat.

### H-Cup et Amlin cup
Dans la première phase de la H-Cup le Biarritz olympique faisait partie de la poule 2 et était opposé aux Anglais de Harlequins aux Irlandais de Connacht Rugby et aux Italiens des Zebre.

Terminant second, le Biarritz olympique est reversé en quart de finale de l'Amlin cup.

Après avoir battu les Anglais de Gloucester RFC 41 à 31, il succombe face aux Irlandais du Leinster 16 à 44 futur vainqueur de la compétition.